# Phleum
- Commons
- Wikispecies

Phleum L. é um género botânico pertencente à família Poaceae.
Na classificação taxonômica de Jussieu (1789), Phleum é o nome de um gênero botânico,  ordem  Gramineae,  classe Monocotyledones com estames hipogínicos.

## Sinonímia
| - Achnodon Link - Achnodonton P. Beauv. - Chilochloa P. Beauv. - Heleochloa P. Beauv. - Maillea Parl. | - Phalarella Boiss. - Plantinia Bubani - Pseudophleum Dogan - Stelephuros Adans. |

## Espécies
| - Phleum alpinum - Phleum arenarium - Phleum boissieri - Phleum commutatum - Phleum crypsoides - Phleum echinatum - Phleum exaratum - Phleum gibbum | - Phleum hirsutum - Phleum iranicum - Phleum japonicum - Phleum montanum - Phleum paniculatum - Phleum phleoides - Phleum pratense - Phleum subulatum |

- «Lista completa»

## Classificação do gênero
| Sistema | Classificação                   | Referência               |
| ------- | ------------------------------- | ------------------------ |
| Linné   | Classe Triandria, ordem Digynia | Species plantarum (1753) |